# Università Statale della Moldavia
L'Università Statale della Moldavia (in romeno Universitateade Stat din Moldova) è un'università situata a Chișinău, capitale della Moldavia. Fu fondata nel 1946 ed è organizzata in undici facoltà.

## Organizzazione
L'università è suddivisa in undici facoltà:
- Assistenza sociale, sociologia e filosofia
- Biologia e scienze del suolo
- Chimica e tecnologia chimica
- Economia
- Fisica
- Giornalismo e scienze della comunicazione
- Legge
- Lingue straniere e letteratura
- Matematica e informatica
- Relazioni internazionali, scienze politiche e amministrative
- Storia e psicologia